# Stasimopus gigas
Stasimopus gigas är en spindelart som beskrevs av Hewitt 1915. Stasimopus gigas ingår i släktet Stasimopus och familjen Ctenizidae. Inga underarter finns listade i Catalogue of Life.